# دانيال شتال
دانيال شتال (بالإنجليزية: Daniel Stahl)‏ هو مدير موقع أمريكي، ولد في 1971 في الولايات المتحدة.